# NGC 1628
NGC 1628 é uma galáxia espiral (Sb) localizada na direcção da constelação de Eridanus. Possui uma declinação de -04° 42' 57" e uma ascensão recta de 4 horas, 37 minutos e 36,1 segundos.
A galáxia NGC 1628 foi descoberta em 22 de Dezembro de 1886 por Lewis A. Swift.